# Moira lethe
Moira lethe is een zee-egel uit de familie Schizasteridae.
De wetenschappelijke naam van de soort werd in 1930 gepubliceerd door Theodor Mortensen.